# Haunted House
Haunted House («Дом с привидениями») — одна из первых компьютерных игр в жанре survival horror, разработанная и выпущенная компанией Atari для приставки Atari 2600 в 1981 году.

## Сюжет
Протагонист игры (представляет собой два глаза, так как всё его остальное тело находится в темноте) Haunted House попадает в заброшенный дом покойного Захари Грейвса (англ. Zachary Graves). Находясь там, он должен собрать три части урны и попытаться уйти из него живым.

## Геймплей
Вся игра проходит в доме с тремя этажами и подвалом. У игрока есть возможность собирать такие предметы, как ключ, который открывает все двери, скипетр, отгоняющий врагов или части урны. Одновременно можно нести с собой только один предмет.
В игре присутствует три вида противников — летучие мыши, тарантулы и призрак мистера Грейвса. Если один из них дотрагивается до персонажа девять раз, тот умирает. Игра заканчивается, если игрок находит все части урны и уходит из дома живым.